# Вељке Залужје
Вељке Залужје (слч. Veľké Zálužie) насељено је мјесто са административним статусом сеоске општине (слч. obec) у округу Њитра, у Њитранском крају, Словачка Република.

## Становништво
| Година:    | 1994. | 2004.   | 2014.   | 2024.   |
| ---------- | ----- | ------- | ------- | ------- |
| Број људи: | 3642  | 3974    | 4159    | 4320    |
| Разлика:   |       | +9,11 % | +4,65 % | +3,87 % |

| Година:    | 2023. | 2024.   |
| ---------- | ----- | ------- |
| Број људи: | 4315  | 4320    |
| Разлика:   |       | +0,11 % |

Према подацима о броју становника из 2024. године насеље је имало 4320 становника.